# Alberto Ruz Lhuillier

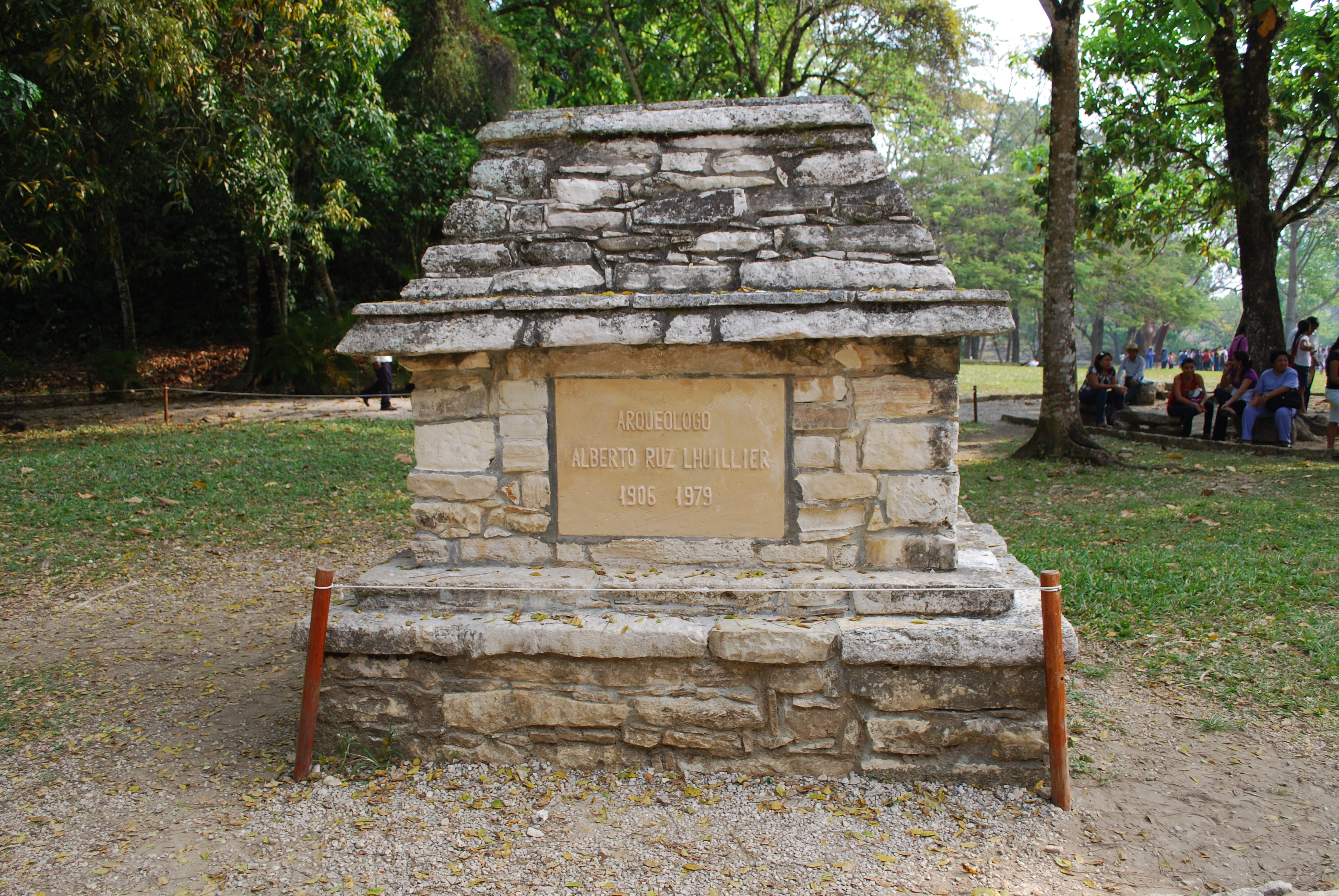
Grób Lhuilliera w Palenque

Alberto Ruz Lhuillier (ur. 26 stycznia 1906 w Paryżu, zm. 25 sierpnia 1979 w Montrealu) – meksykański archeolog specjalizujący się w historii Mezoameryki. Na początku lat 50. odkrył w Palenque kryptę grobową majańskiego władcy Pakala Wielkiego.
Ojciec Lhuilliera był kubańskim emigrantem, a matka Francuzką. Przez pierwsze lata edukacji kształcił się w szkołach paryskich, a w latach 1933–1934 studiował na Uniwersytecie w Hawanie. Ze względu na swoje polityczne zaangażowanie i poglądy był wielokrotnie aresztowany i deportowany do Francji. W 1935 roku przeprowadził się do Meksyku, gdzie kontynuował naukę w Narodowej Szkole Antropologii, a następnie na Narodowym Uniwersytecie Autonomicznym. Kilka lat później uzyskał także meksykańskie obywatelstwo.
W 1940 roku rozpoczął pracę jako archeolog w meksykańskim Narodowym Instytucie Antropologii i Historii. Gdy po kilku latach nieoczekiwanie zmarł Miguel Ángel Fernández kierujący pracami archeologicznymi, Lhuillier zajął jego miejsce. W 1945 roku rozpoczął wykopaliska w Palenque, gdzie poza badaniami zajmował się także konserwacją i odrestaurowywaniem budowli. W 1948 roku podczas prac w Świątyni Inskrypcji odkrył pod podłogą zasypane wejście do tunelu. Oczyszczenie go z gruzu i kamieni zajęło cztery lata. Na jego końcu znajdowała się krypta grobowa i sarkofag ze szczątkami Pakala Wielkiego, uznawanego za największego majańskiego władcę okresu klasycznego. Prace w Palenque Lhuillier prowadził do 1958 roku. Następnie został wykładowcą archeologii na Narodowym Uniwersytecie Autonomicznym. W 1977 roku mianowano go dyrektorem meksykańskiego Narodowego Muzeum Antropologii. Zmarł dwa lata później w Montrealu. Zgodnie z życzeniem pochowano go w Palenque na wprost Świątyni Inskrypcji.